# IC 589
IC 589 — галактика типу S (спіральна галактика) у сузір'ї Секстант.
Цей об'єкт міститься в оригінальній редакції індексного каталогу.